# Boiga drapiezii
Boiga drapiezii  es una especie de serpientes de la familia Colubridae.

## Distribución
Esta especie se encuentra en Brunéi, Indonesia, Malasia, en el Archipiélago de Joló, Filipinas, Singapur, Tailandia y Vietnam.

## Taxonomía
Las especies Boiga drapiezii y Boiga schultzei estos dos taxones morfológicamente muy cercanos pero mantenidos en un rango de especie, mientras tanto una mejor definición es Boiga drapiezii. La UICN los considera como similares privilegiando el taxón Boiga schultzei.

## Etimología
Esta especie está nombrada en honor a Auguste Drapiez.